# Mannum
Mannum (2 042 habitants) est une ville historique sur la rive droite du fleuve Murray en Australie-Méridionale à 84 km à l'est d'Adélaïde, la capitale de l'État.
Les premiers européens s'installèrent dans la région en 1840 et le premier bateau (un bateau à aubes) qui circula sur le fleuve fut construit et lancé à Mannum par William Randell en 1852. Des chantiers de construction navale ont existé dans la ville jusqu'au XXe siècle. D'autres industries mécaniques (notamment matériel agricole) s'installèrent dans la ville et quelques-unes continuent leur activité mais à plus petite échelle.
L'importance de la ville déclina avec l'activité du port lorsque le chemin de fer atteignit Morgan en 1878 et Murray Bridge en 1886.
Le plus gros bateau circulant sur le fleuve à l'heure actuelle est le "Murray Princess", un bateau à aubes qui organise des croisières sur le fleuve pour les touristes et est basé à Mannum. De même que le "Marion" un autre vieux bateau qui a été restauré après être resté en cale sèche pendant de nombreuses années. Mannum possède aussi des entreprises de location de bateaux de plaisance.
En 1954 a été inauguré un aqueduc reliant Mannum à Adélaïde pour alimenter la capitale en eau douce.

## Galerie

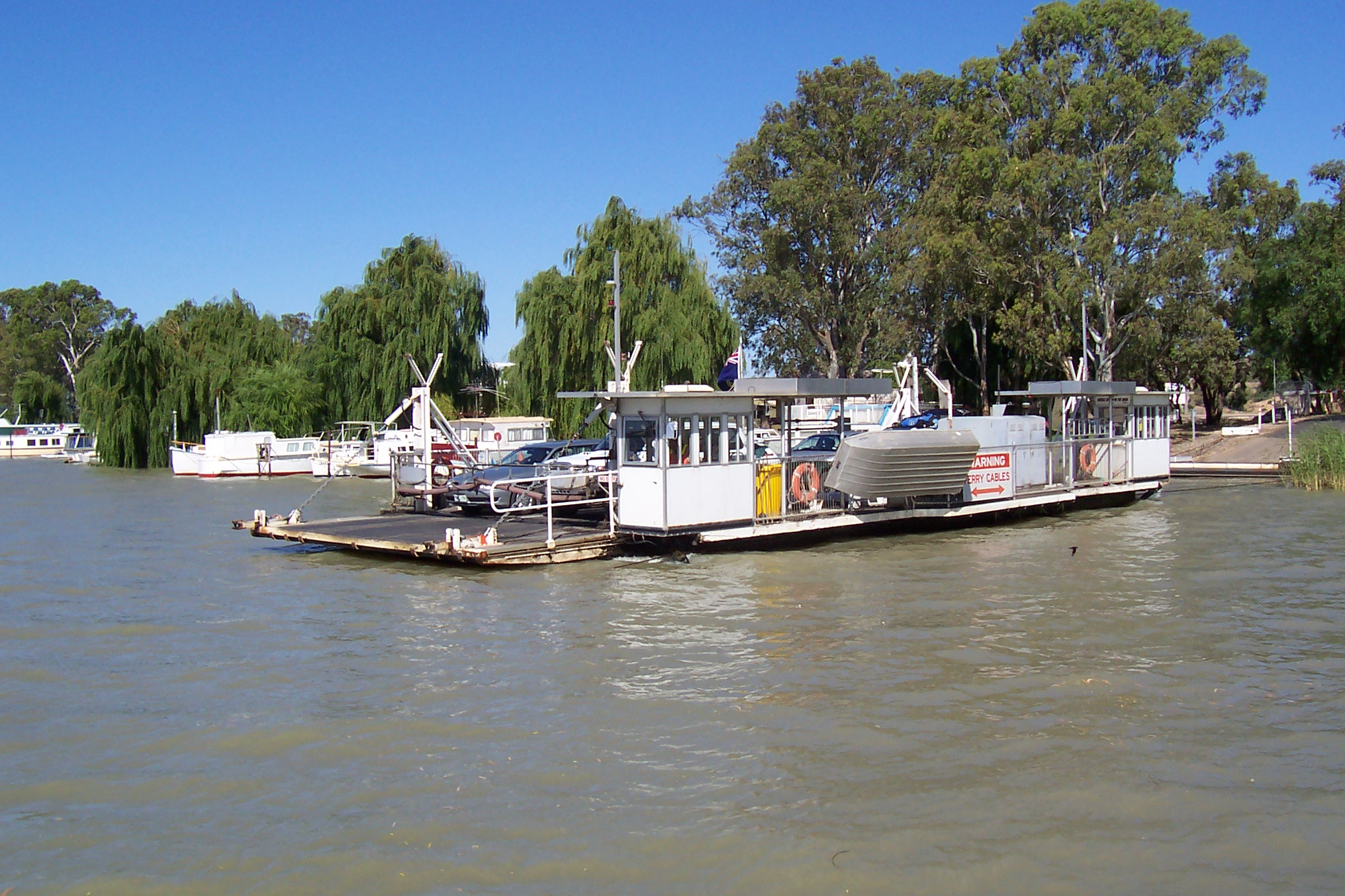
Le ferry qui traverse le Murray à Mannum
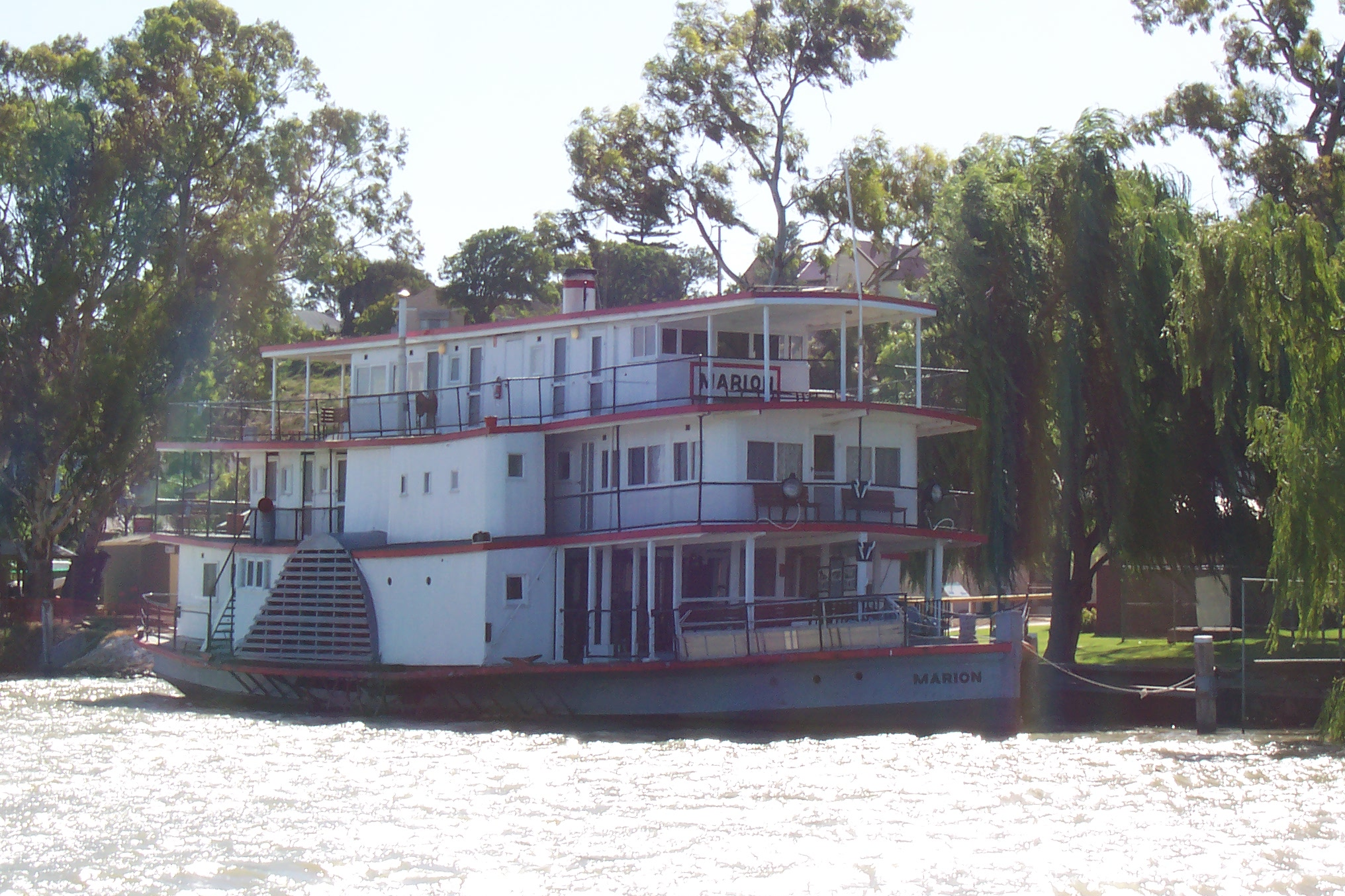
Le "Marion" à Mannum
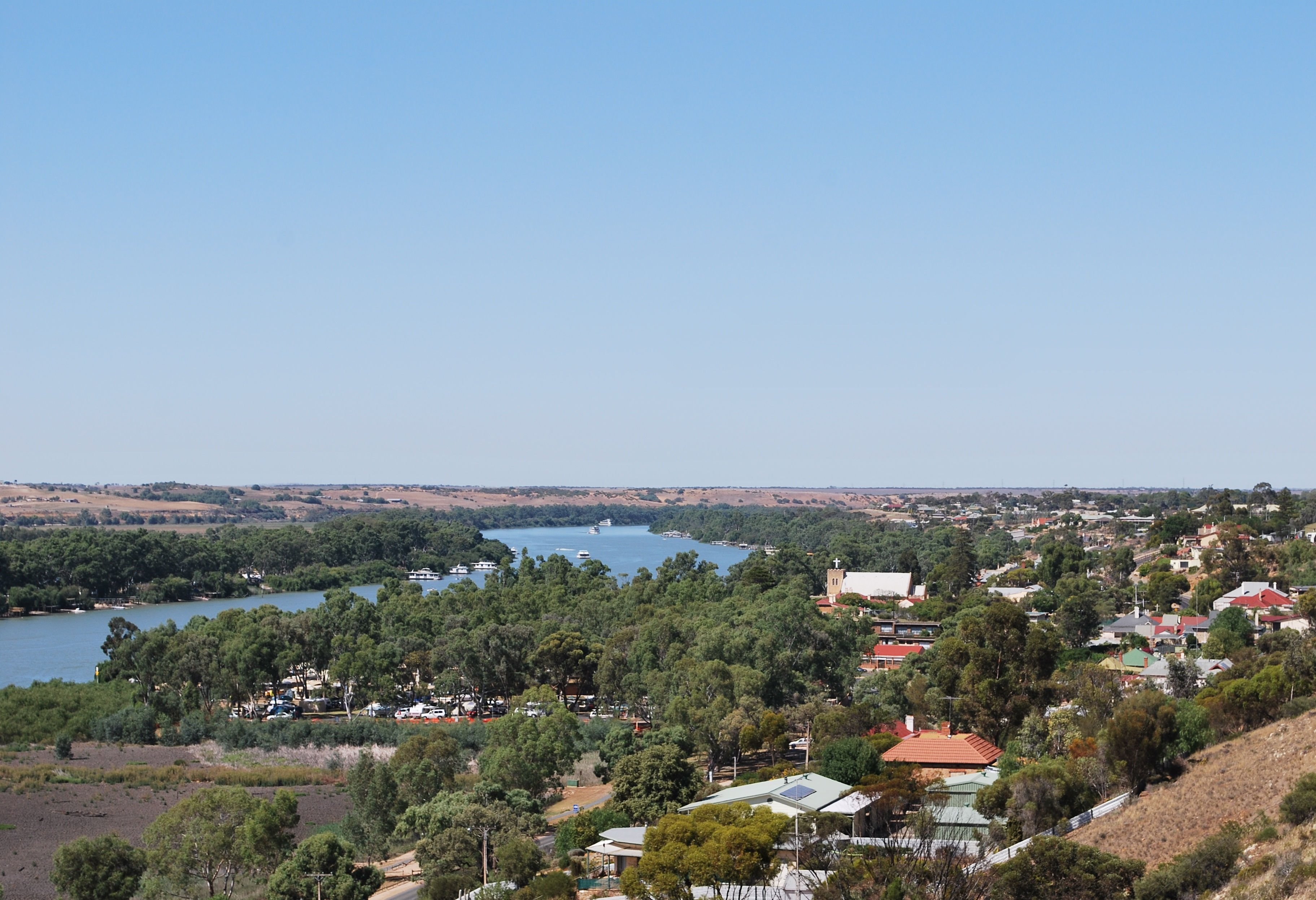
Mannum et le Murray